# Signe

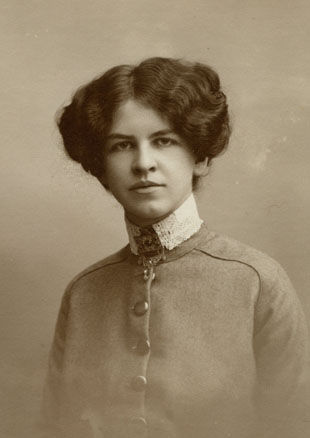
Signe Hammarsten-Jansson.

Signe är ett fornnordiskt kvinnonamn (ursprungligen Signý), bildat av ordleden Sig- ("seger") och -ny. Fram till 1800-talet användes namnet främst i Skåne, men sedan spreds det över hela landet.
I början av 1900-talet hörde det till de allra vanligaste flicknamnen i Sverige, och namnets popularitet ökar nu åter. Den 31 december 2007 fanns det totalt 16 980 personer i Sverige med namnet Signe, varav 7 853 med det som tilltalsnamn/förstanamn. 
År 2003 fick 318 flickor namnet, varav 104 fick det som tilltalsnamn/förstanamn.
Det äldsta belägget i Sverige är från år 1382. Namnsdag: i Sverige 23 augusti. I den finlandssvenska namnsdagslängden har Signe namnsdag 23 augusti sedan starten 1929, då en egen namnsdagskalender togs i bruk för finlandssvenskar.

## Personer med namnet Signe
- Signe, mytologisk figur
- Signe Anderson, sångerska
- Signe Bergman, rösträttsaktivist
- Signe Björnberg, författare
- Signe Enwall, skådespelare
- Signe Hammarsten-Jansson, tecknare
- Signe Hasso, skådespelare
- Signe Hebbe, operasångerska
- Signe Kolthoff, skådespelare
- Signe Mörne, skådespelare, recitatris och författare
- Signe Persson-Melin, konstnär
- Signe Lundberg-Settergren, skådespelare
- Signe Stade, skådespelare
- Signe Svendsen, dansk sångerska
- Signe Tørsleff, dansk politiker
- Signe Vessman, svensk politiker
- Signe Wirff, skådespelare
- Signe Wranér, redaktör och författare
- Signe Yletyinen, finlandssvensk konstnär
- Signe Augusta Elisabet Östrand, överstelöjtnant i Frälsningsarmén